# Nigella damascena
Nigella damascena, comummente conhecida como dama-entre-verdes, é uma espécie de planta com flor pertencente à família das Ranunculáceas e ao tipo fisionómico dos terófito, ou seja, é uma planta anual.
A espécie também pode ser designada Erobathos damascenum.
A autoridade científica da espécie é L., tendo sido publicada em Species Plantarum 1: 534. 1753.

## Nomes comuns
Além de «dama-entre-verdes» dá ainda pelos seguintes nomes comuns: barbas-de-velho; barba-de-pau; nigela, dama-dos-bosques e cabelos-de-vénus (não confundir com a espécie Adiantum capillus-veneris, que consigo partilha este nome comum).

### Etimologia
Do que toca ao nome científico:

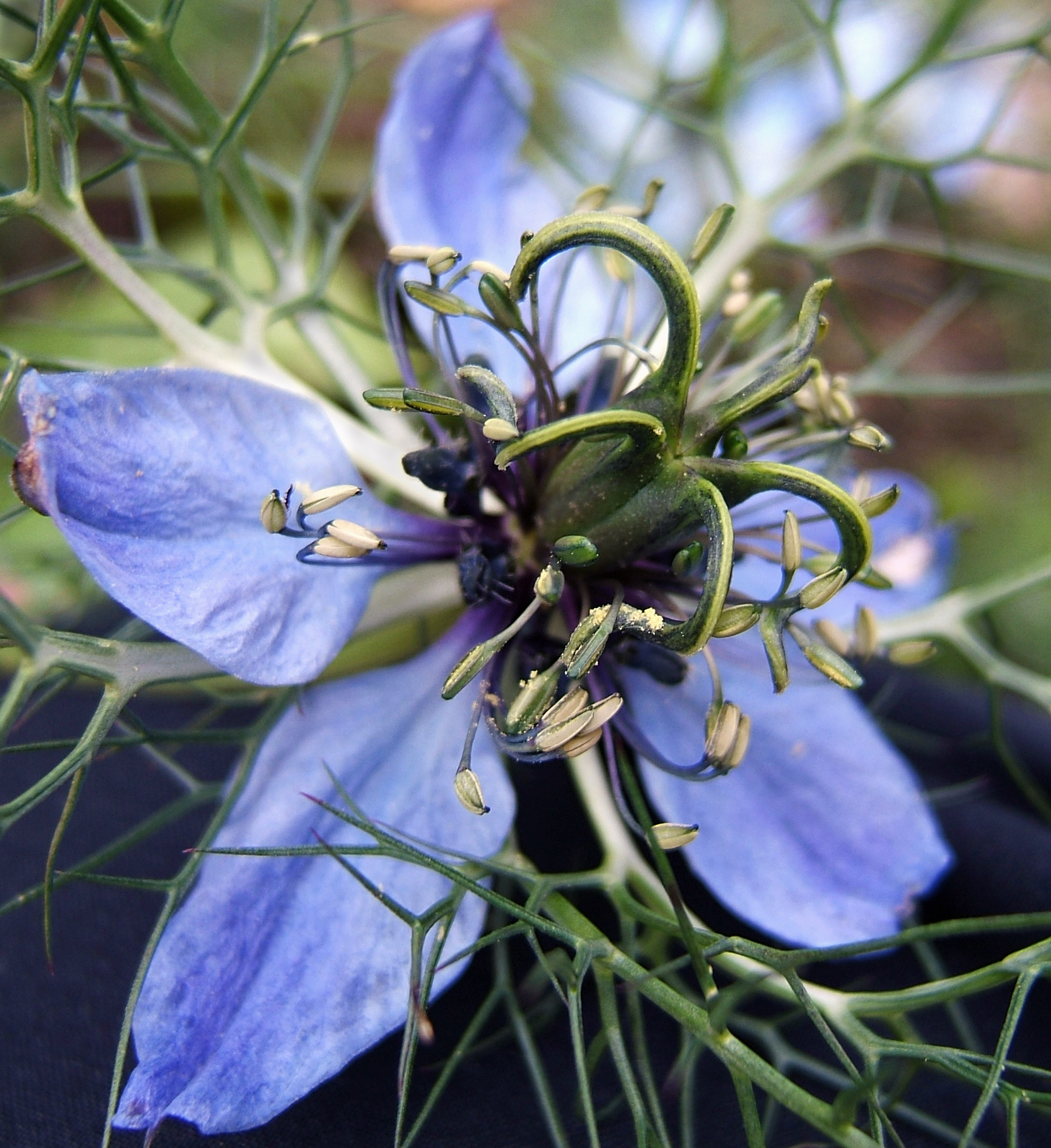
Flor da dama-dos-bosques

- O nome genérico, Nigella, advém do latim Nigellus  (lit. «negra») e reporta-se à cor das sementes da flor.[7]
- O epíteto específico, damascena» significa "vinda de Damasco", e para alguns botânicos, dos quais se destaca Heinz-Dieter Krausch,[9] denota a sua introdução histórica na Europa Central, pela mão dos mercadores venezianos, vinda do Oriente. O epíteto «damascena» foi muito usado no passado para infundir uma ideia de orientalidade, sem que houvesse estritamente um rigor geográfico associado, especialmente tendo em vista que, neste caso concreto, esta espécie nem sequer é própria do Levante ou da Síria.[10]

Os nomes populares "barba-de-velho" e "barba-de-pau" são alusões às brácteas que se formam sob as pétalas e que formam um emaranhado.

## Descrição

### Folhagem
A dama-entre-verdes é uma planta herbácea anual. Tem um caule erecto, desprovido de cotanilho (caule glabro), ramoso e estriado que pode atingir um máximo que ronda entre os 45 e os 50 centímetros de altura. Exibe folhas alternadas, sem pedúnculo (folhas sésseis), fendidas em muitas partes (folhas multífidas), que por sua vez se decompõem em muitos segmentos ou divisões lineares finas e agudas.

### Flores

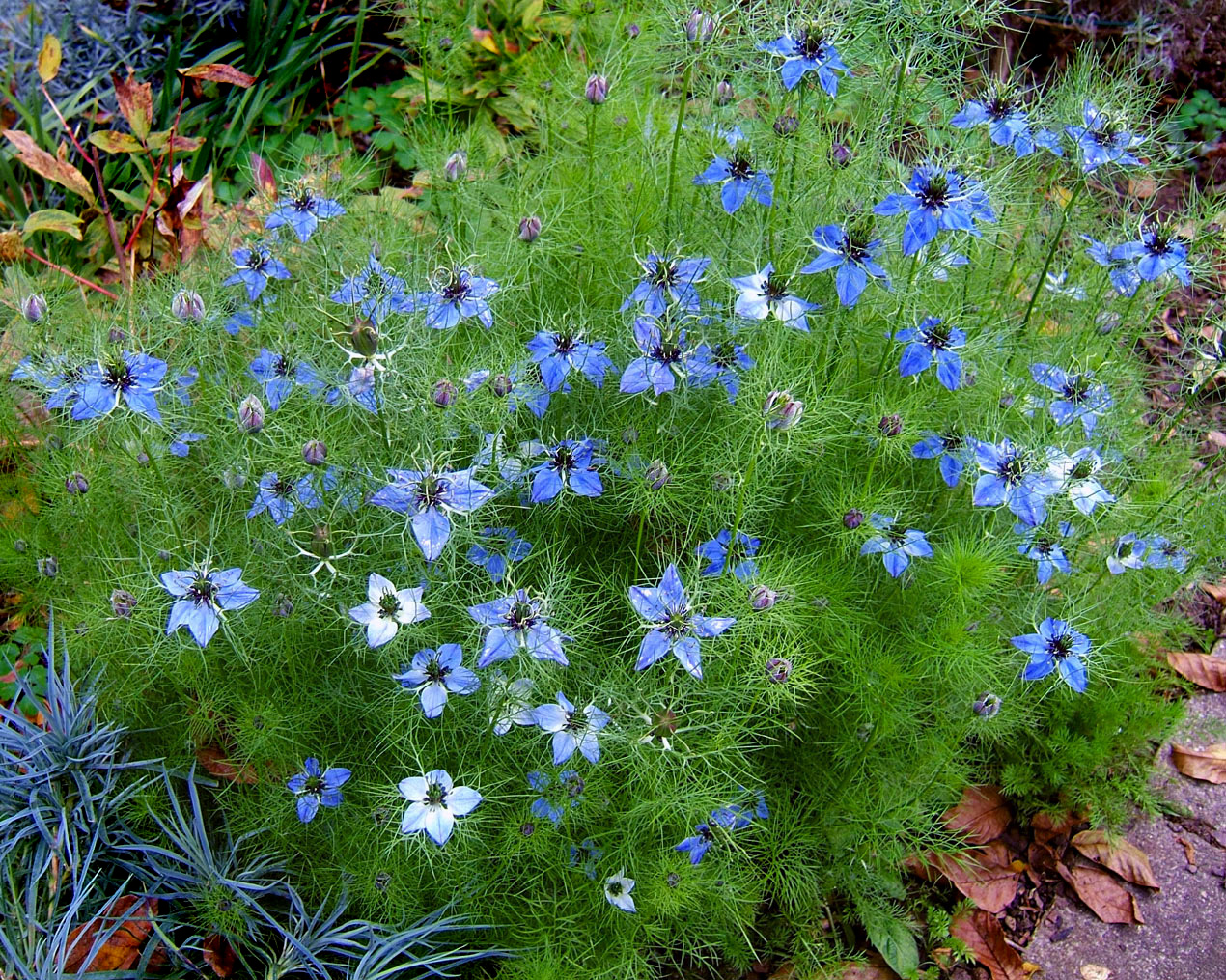
Flores da dama-dos-bosques

As flores, que são solitárias e despontam nos terminais da planta, chegam aos 3,5 centímetros de diâmetro e apresentam uma coloração azulada clara ou de um azul-alvacento. As flores são também hermafroditas. O perigónio é constituído por tépalas grandes, amiúde azuladas, se bem que também as há esbranquiçadas e rosadas.  As sépalas são ovais e lanceoladas, com a unha mais curta do que o limbo, dotadas de 5 carpelos uninervados e lisos, com ovários soldados entre si. A ausência de distinção entre as sépalas e as pétalas é própria de muitos tipos de ranúnculas, e é esta não é excepção. Há algumas variedades ornamentais em que os estames se converteram em folhas do perigónio.
A época de floração vai de Abril a Junho, nas regiões mediterrânicas e de Junho a Agosto na Europa Central.

### Brácteas

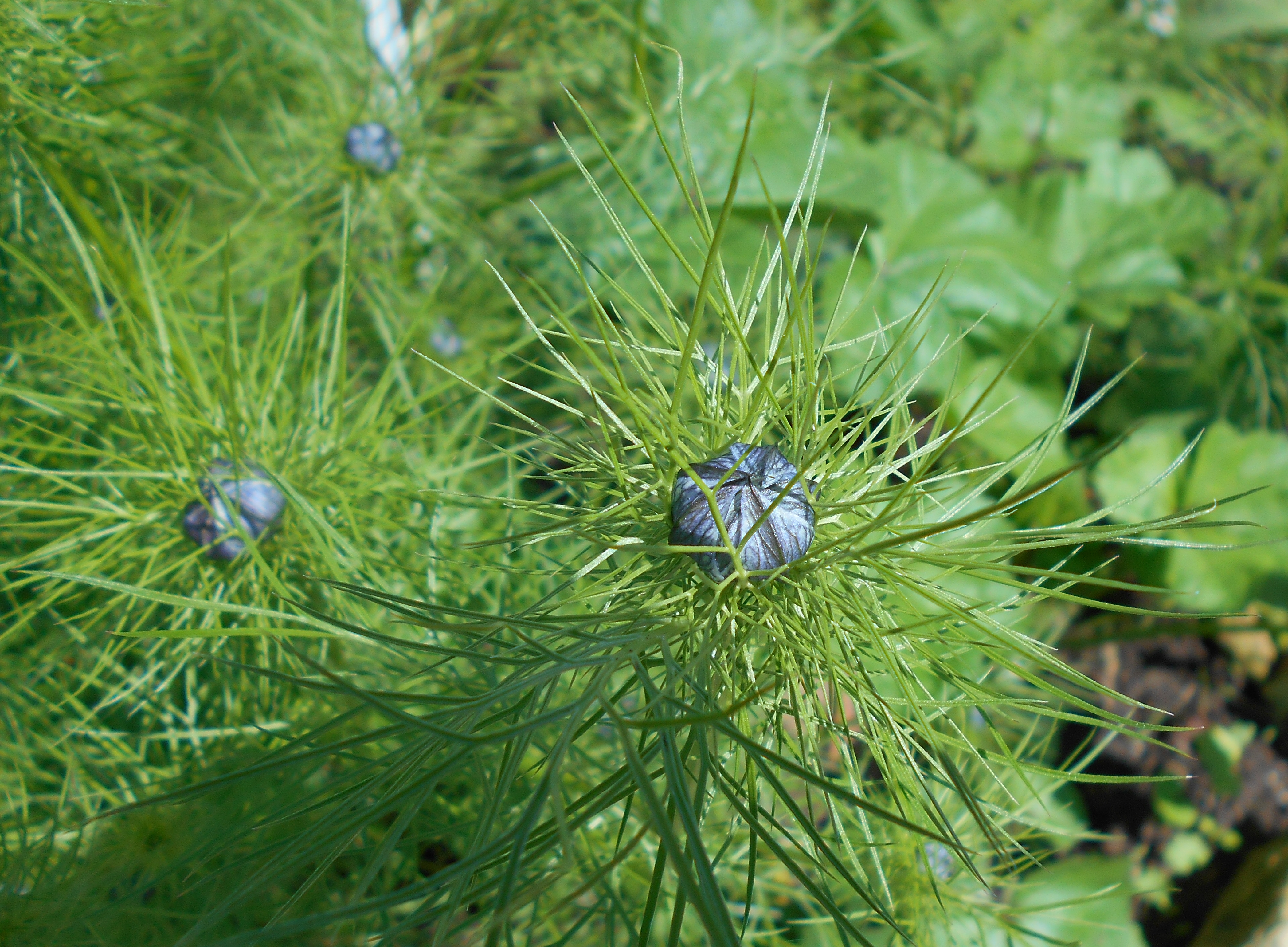
A profusão de brácteas cognomina esta planta de barbas-de-pau

A dama-entre-verdes dispõe de uma série de folhas modificadas, que brotam com a flor e que a cobrem antes de desabrochar, são elas as brácteas.No caso particular desta planta, as brácteas traduzem-se em numerosos segmentos, quase capilares, persistentes que configuram, sob o cálice, uma espécie de invólucro maior que a flor. São, portanto, brácteas involucrais de crista estendida (bráctea divarico-laciniada) maiores do que a flor.
São estas brácteas que dão origem aos nomes "barba-de-pau" e "barba-de-velho", com que se costuma designar esta planta popularmente.

### Sementes e frutos

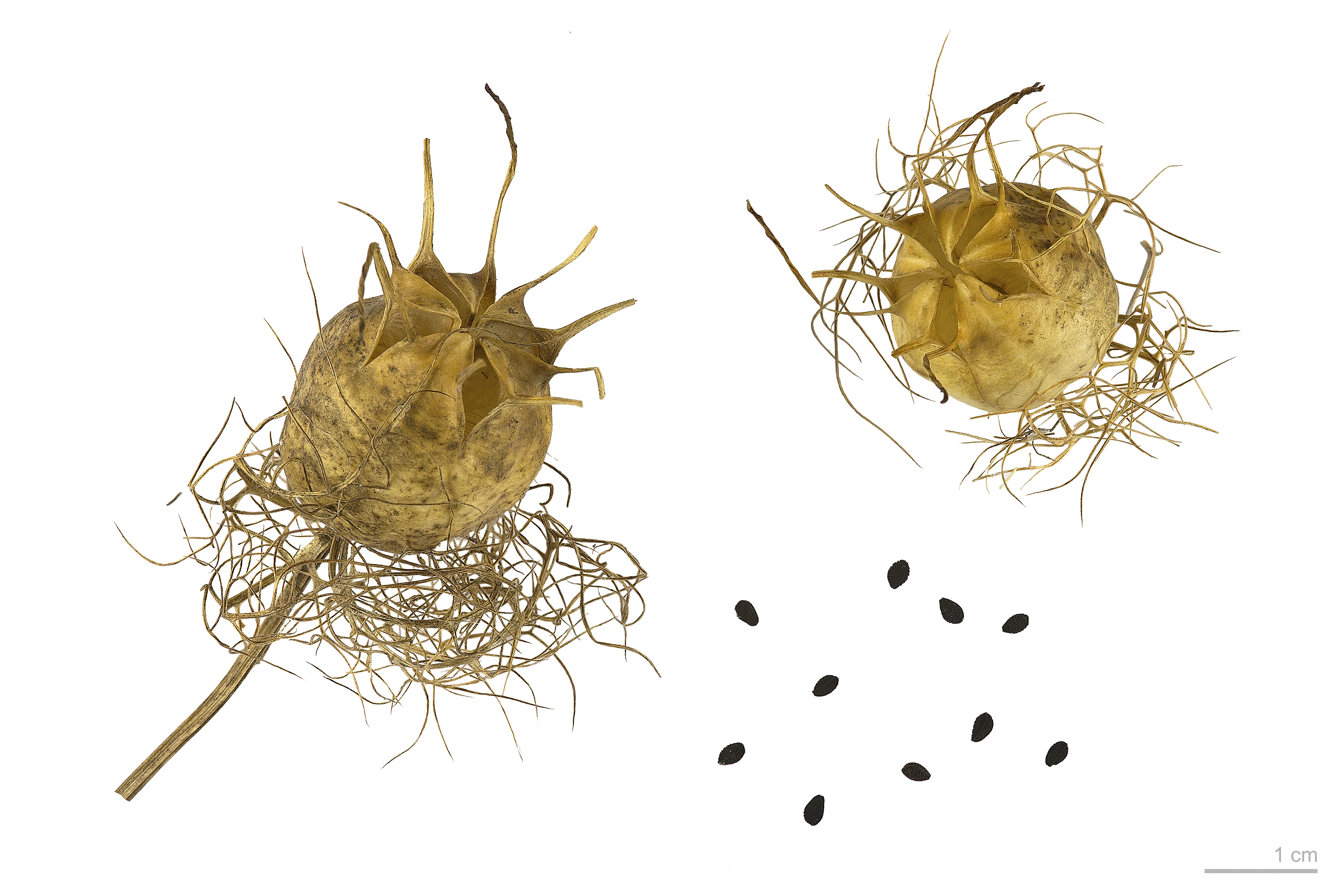
Frutos e sementes da dama-entre-verdes

Uma vez polinizadas as flores, o gineceu volve-se numa cápsula que pode chegar aos 3 centímetros de comprimento. À medida que vai amadurecendo, o fruto vai secando e adquirindo uma textura apergaminhada. As cápsulas em processo de amadurecimento desenvolvem listras verticais arroxeadas. As cápsulas maduras, por sua vez, são castanhas-claras e abrem-se durante o Verão, à custa da desidratação das suas extremidades, constituída por 8-10 carpelos uninervados, soldados até o ápice.
Exibe sementes lisas, triangulares (sementes trígonas) e reticulado-rugosas, traços caracteristicamente peculiares deste género de ranúnculas.

## Distribuição
A dama-entre-verdes é originária da orla mediterrânea, medrando no Sul da Europa, na Ásia Menor e no Norte de África, ausentando-se do Levante e da Síria. A sua presença mais oriental regista-se a zona Norte do limiar Caucásico e do Noroeste iraniano. É, também, nativa das ilhas Canárias.
Foi introduzida na Europa Central, como uma espécie ornamental, de jardim. Tem medrado significativamente, na Aústria, Suíça, Bélgica, Holanda, Alemanha e Chéquia.
Enquanto planta ornamental de varandas, é cultivada mundialmente.

### Portugal

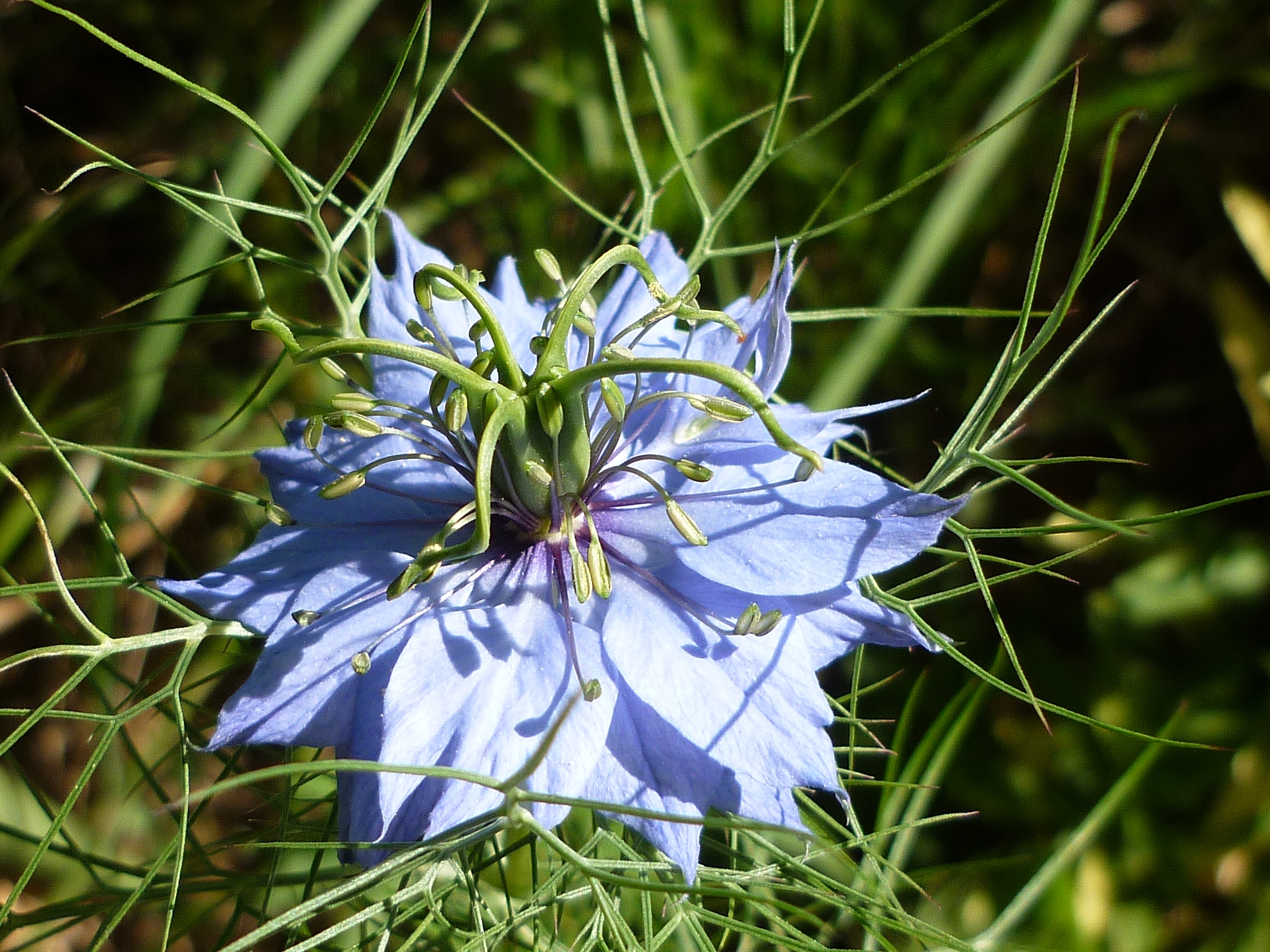
Flor da nigela

Trata-se de uma espécie presente no território português, nomeadamente em Portugal Continental e no Arquipélago da Madeira.
Designadamente, no que toca a Portugal Continental, encontra-se presente, em quase todo o país, grassando pelas zonas do Noroeste ocidental, da Terra Fria transmontana, do Centro-Norte, do Centro-Oeste calcário, do Centro-Oeste arenoso, do Centro-Oeste olisiponense, do Centro-Oeste cintrano, do Centro-Leste montanhoso, do Centro-Sul miocénico, do Centro-Sul arrabidense, do Centro-Sul plistocénico, do  Sudeste setentrional, do Sudeste meridional, do Sudoeste setentrional, do Sudoeste meridional, do Barrocal algarvio, do Barlavento e do Sotavento.
Em termos de naturalidade é nativa em Portugal Continental e introduzida no Arquipélago da Madeira.

### Protecção
Não se encontra protegida por legislação portuguesa ou da Comunidade Europeia.

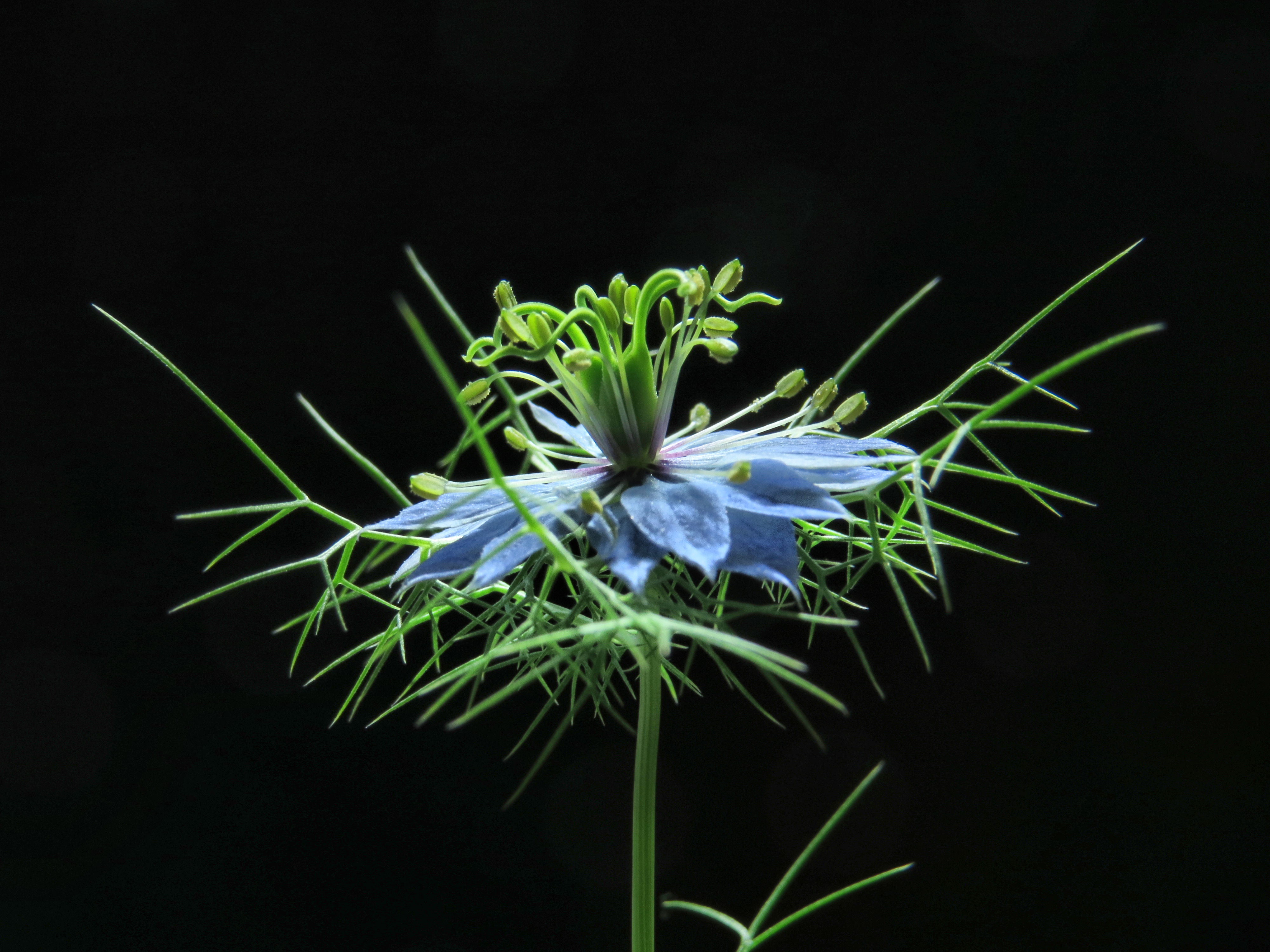
Nigella Damascena

### Ecologia e habitat
Trata-se de uma espécie ruderal e segetal, que se tanto se dá bem em terrenos cultivados como sáfaros. Medra naturalmente em courelas, olivedos, sernas e outros tipos de pomares de sequeiro quejandos. Também se dá tanto em pradarias, como em terrenos pedregosos ou areneiros.

## Uso medicinal

### Princípios activos

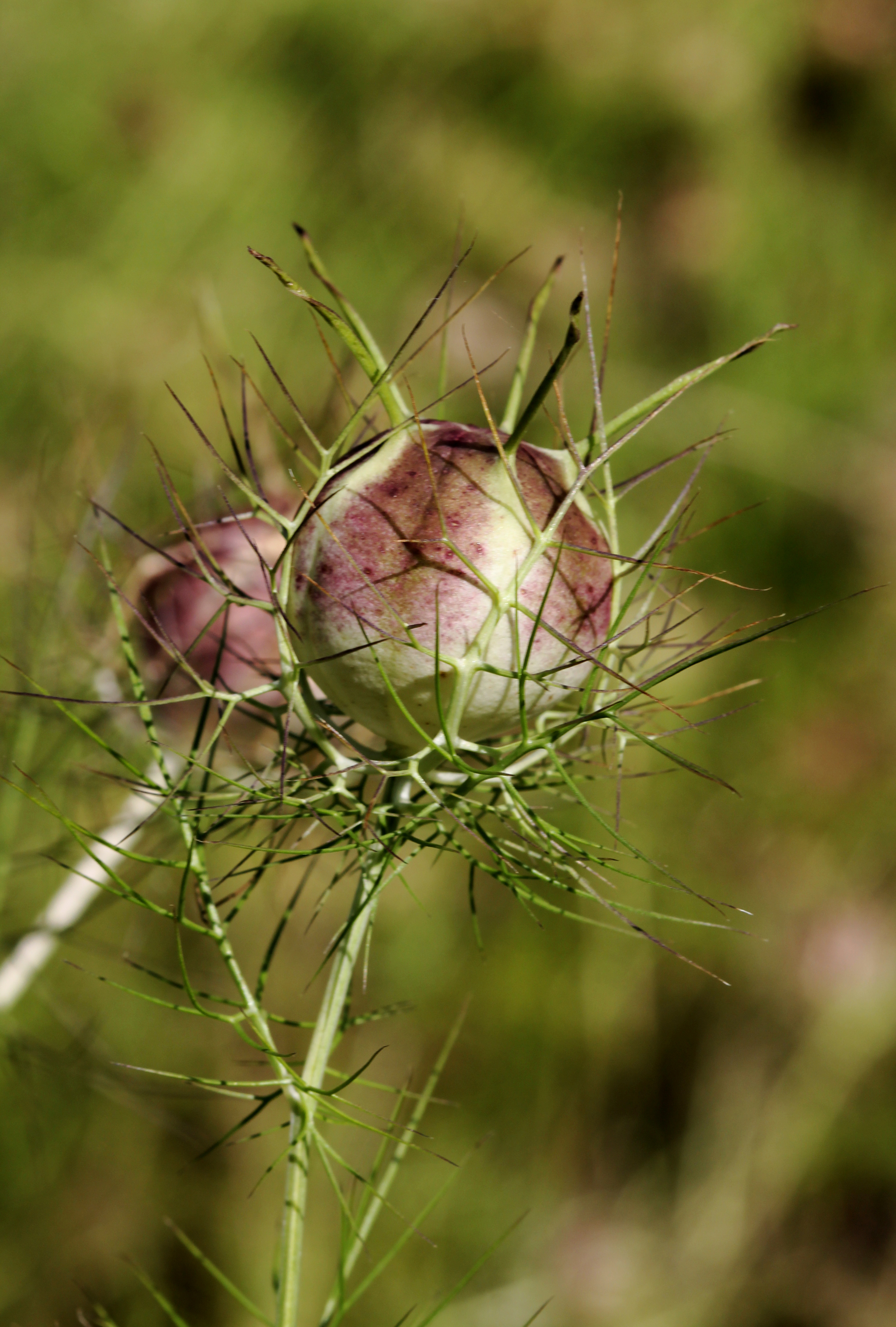
Nigella Damascena

Das sementes da dama-do-bosque é extraído, numa proporção de 10 %, um óleo essencial, o qual, por sua vez, contém damascenina, um bioactivo alcalino

### Conceptivo
Há relatos da Antiguidade Clássica, atribuídos a Hipócrates e Plínio que sugerem que esta planta terá sido usada com o fim de promover a gravidez, em mulheres com dificuldade em conceber. Se bem que não é se a planta em questão seria a nigella damascena ou a nigella sativa.

### Naturopatia
Em sede da naturopatia, são-lhe atribuídas propriedades emenagogas (regulação da menstruação), às sementes são atribuídas propriedades carminativas (controlo da flatulência), diuréticas e expectorantes. É importante ressaltar que não há estudos científicos que comprovem a eficácia desta planta.

## Cosmética
Das sementes desta planta, é destilável, na ordem dos 0,4%, um óleo essencial amarelo, com matizes azulados, que emana um odor semelhante ao dos morangos-bravos ou ao da aspérula-odorífera. Esse óleo é amiúde usado no fabrico de perfumes e batons, mercê do seu aroma frutado e floral.

## Gastronomia
Cozinhada ou crua, a semente desta planta foi usada, historicamente, na Europa central, como condimento e como ingrediente de sobremesas. Tem um sabor semelhante ao da noz-moscada.